# Ealing
Pronunciação

Localização do borough de Ealing na Região de Londres

Ealing é um borough da Região de Londres, na Inglaterra.
Ealing faz fronteira com o borough de Hillingdon a oeste, com os boroughs de Harrow e Brent ao norte, com o borough de Hammersmith e Fulham a leste, e com o borough de Hounslow ao sul.
O borough é mais conhecido pelos estúdios de cinema localizados no distrito de Ealing, que são os mais antigos do mundo, e especialmente por suas comédias (chamadas de "comédias Ealing"), entre elas Kind Hearts and Coronets, Passport to Pimlico, The Ladykillers e The Lavender Hill Mob.
Ealing é geminada com Marcq-en-Barœil em França, Steinfurt em Alemanha, e Bielany, um distrito de Varsóvia, em Polónia.

## Distritos de Ealing
1. Acton
2. Dormers Wells
3. Ealing
4. East Acton
5. Greenford
6. Hanwell
7. North Acton
8. North Ealing
9. Northolt
10. Norwood Green
11. Park Royal
12. Perivale
13. South Acton
14. Southall
15. Sudbury (também pertencente aos boroughs de Brent e Harrow)
16. West Acton
17. West Ealing
18. Yeading